# Niedorp

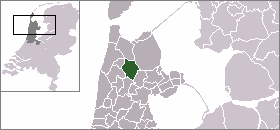
Niedorps läge

Niedorp (västfrisiska: Nierup) var en kommun i provinsen Noord-Holland i Nederländerna. Kommunens totala area var 62,99 km² (där 1,41 km² var vatten) och invånarantalet var på 11 617 invånare (2004).
Sedan 2012 ingår Niedorp i kommunen Hollands Kroon.